# سوخوو
سوخوو (به لاتین: Suchov) یک منطقهٔ مسکونی در جمهوری چک است که در ناحیه هودونین واقع شده‌است. سوخوو ۱۴٫۴۵ کیلومتر مربع مساحت و ۵۱۰ نفر جمعیت دارد و ۳۸۰ متر بالاتر از سطح دریا واقع شده‌است.